# A26 (Groot-Brittannië)
De A26 Road is een weg in het zuiden van Groot-Brittannië.
De weg verbindt Tonbridge via Royal Tunbridge Wells en Lewes met Newhaven. De weg is 78,8 km lang.

## Routebeschrijving
De A26 begint in het westen van Tonbridge op een kruising A2014. De weg loopt in zuidelijke richting de stad uit en kruist de A21, de rondweg van Tonbridge. Hij loopt verder naar het zuidoosten en komt door Royal Tunbridge Wells waar een samenloop is met de A264 en waar de A267 aansluit. De weg loopt door Crowborough, vervolgens naar het zuidoosten en passeert de Budletts-rotonde waar de A272 aansluit en komt via de Black Down-rotonde waar de A22 aansluit en ze samen, tot aan de Little Horsted-rotonde, de rondweg van Uckfield vormen. Vanaf daar loopt de A26 in zuidwestelijke richting naar Lewes. De weg loopt door de stad waar de A2029 aansluit. Hij sluit in het zuidoosten van Lewes aan op de A27, waarna de twee samenlopen naar een rotonde ten zuidwesten van Glynde. Hier buigt de A26 weer naar het zuiden af en eindigt bij Newhaven op een afrit van de A259.